# 富山県道119号沓掛生地線
富山県道119号沓掛生地線（とやまけんどう119ごう くつかけいくじせん）は富山県黒部市内を通る一般県道である。

## 概要

### 路線データ
- 起点：富山県黒部市沓掛（富山県道150号魚津入善線交点）
- 終点：富山県黒部市生地
- 実延長：3,957m

## 沿革
- 1895年（明治28年） - 着工[1]。
- 1897年（明治30年） - 村道として開通。当時の路線延長は1里1丁3間（約3,940m）うち沓掛地内240間（約440m）、幅員9尺であった[1]。
- 1919年（大正8年） - 下新川郡の郡道に昇格[1]。
- 1923年（大正12年） - 県道に昇格[1]。
- 1934年（昭和9年） - 黒部川の洪水により出島の堤防が決壊したため流失後、その後の改修でほぼ現在の形となった[1]。
- 1960年（昭和35年）4月23日 - 富山県告示による県道認定[2]。

## 地理

### 通過する自治体
- 富山県黒部市

### 接続する道路
- 富山県道150号魚津入善線（起点：沓掛交差点）
- 富山県道314号沓掛魚津線（黒部市沓掛）
- 国道8号（六天交差点）
- 富山県道120号六天天神新線（黒部市六天）
- 富山県道2号魚津生地入善線（生地交差点）

この間経路不明
- （終点：黒部市生地）

### 周辺
- あいの風とやま鉄道線 生地駅
- 黒部市立村椿小学校
- 黒部市立生地小学校
- YKK AP 黒部事業所
- ダイヤテックス 黒部工場
- 黒部川
- 黒部川緑地
- 黒部漁港